# Oskar & Josefine
Oskar og Josefine er en dansk film fra 2005. Filmen er en efterfølger til julekalenderen Jesus & Josefine fra 2003. Manuskriptet skrevet af Bo Hr. Hansen og Nikolaj Scherfig og serien blev instrueret af Carsten Myllerup

## Medvirkende
- Pernille Kaae Høier
- Mikkel Hesseldahl Konyher
- Kjeld Nørgaard
- Adam Gilbert Jespersen
- Frits Helmuth
- Jesper Langberg
- Anna Egholm
- Jesper Asholt
- Søren Sætter-Lassen
- Andrea Vagn Jensen
- Nikolaj Steen
- Jonathan Werner Juel
- Margrethe Koytu
- Helle Hertz
- Niels Borksand
- Pernille Klitgaard Petersen
- Oscar Walsøe Busch
- Birgitte Prins
- Peter Ravn
- Steen Svare
- Julie Grundtvig Wester
- Helle Dolleris
- Helge Scheuer
- Sebastian Aagaard-Williams
- Jesper Erichsen
- Jacob Erichsen
- Thomas W. Gabrielsson
- Bo Vilstrup